# Oborinska zavjesa
Oborinska zavjesa jest vremenski fenomen vidljiv sa Zemlje na velikim udaljenostima od olujnog sustava kao tamna okomita zavjesa s jakom kišom, tučom ili snijegom općenito lokalizirana na relativno malenu području.
Oborinska zavjesa razlikuje se od virge koja je oborina koja isparava prije nego što dođe do tla.

## Formiranje
Oborinska zavjesa uglavnom se nalazi ispod konvektivnih oblaka, poput kumulonimbusa ili kumulusa tijekom olujne kiše, jer oni imaju dobro definirano vertikalno strujanje (uzlazne i spuštajuće struje). Međutim, oblak nimbostratusa koji napreduje mogao bi imati prednji rub difuznih oborina. 
Kišne zavjese u razvoju često imaju nejasan, lukovit izgled dok se spuštaju. Ako je izvor suhog zraka prisutan na većoj nadmorskoj visini, a zrak u koji kiša pada je dovoljno topao, tada su mogući jaki i eventualno štetni mikroprasci.